# 戦慄怪奇ファイル コワすぎ!劇場版・序章【真説・四谷怪談 お岩の呪い】
『戦慄怪奇ファイル コワすぎ！劇場版・序章【真説・四谷怪談 お岩の呪い】』（せんりつかいきファイル コワすぎ！げきじょうばん・じょしょう しんせつ・よつやかいだん おいわののろい）は、2013年製作、2014年4月2日発売のオリジナルビデオ作品。スピンオフ作品に『Her Brother』がある。

## 概要
モキュメンタリー形式の『戦慄怪奇ファイル コワすぎ!』シリーズの第5弾。
タイトルに『劇場版〜』とあるが『戦慄怪奇ファイル コワすぎ!史上最恐の劇場版』の劇場公開前のイベント『史上最恐の劇場版』公開記念 “コワすぎ!祭”にて劇場上映された。また、『史上最恐の劇場版』公開記念 “コワすぎ!祭”では戦慄怪奇ファイルコワすぎ!シリーズの過去作品『FILE-01【口裂け女捕獲作戦】』『FILE-02【震える幽霊】』『FILE-03【人喰い河童伝説】』『FILE-04【真相！トイレの花子さん】』も上映された。
DVD特典映像に白石晃士監督による「コワすぎ通信」と予告編が収録されている。
白石晃士が俳優として出演した『青春群青色の夏』のフッテージを使用しているが、本作内では『青春群青色の空』というタイトルになっている。架空のタイトルにするつもりはなかったがクレジットで間違えたと助監督の中川究矢が『青春群青色の夏』公開時にツイッターで告白している。
道玄が市川に対して尋問するシーンは『エクソシスト2』、異界で市川を救い出す工藤のシーンは『ヱヴァンゲリヲン新劇場版:破』のオマージュである。

## あらすじ
前回のロケの動画を確認するとディレクター工藤、アシスタント市川、カメラマン田代は、今まで忘れていたことを思い出した。目撃した何かを確認するためにあらためてチームの結束を強くする。
投稿された動画はある映画制作中に記録されたもので、登場人物の会話に使われた四谷怪談のお岩の影響ではないかと投稿動画の監督である山内春樹はインタビューで答える。山内によれば、通常お岩さんを取り扱う場合御祓いをするが、その映画ではお岩さんが中心の話ではなかったので御祓いしていなかった。また映画の中でお岩さんを小馬鹿にした台詞があり、出演者にも影響があったことを話す。
性格が豹変したスタッフ、連絡の取れない女優の松井江見。松井の自宅に行く3人は、松井の奇行と右目を布で覆う姿に驚く。続いて撮影場所にいき、どのような状態で撮影されたのか検証した動画を見てみると正体不明の何かが写り込んでいることに気が付く。アシスタントの市川は右目に違和感を感じだし、お岩を祀っている神社でお祓いをするが状態は変わらない。
怪談師の吉田経人に四谷怪談の話を確認し、霊能者である宇龍院道玄を紹介してもらい、改めて除霊をすることになる。除霊の場では苦しむお岩が断末魔の声を上げ、様々な手段で妨害する。騒ぐ工藤や田代をよそに道玄は冷静に対処するものの、根本的な解決には至らず、人ならざる者に変貌した松井を始末するしかないという結論となる。市川の症状が進行する中、松井の自宅に向かい、松井と対峙するが、道玄単独では対応は難しく、市川は異界へ吸い込まれてしまう。万策尽きたかと思われたその時、工藤が呪いの髪飾りを持ち出し、道玄を振り切って異界へ飛び込み、市川を救出する。最後に道玄が松井を始末し、なんとか事件は解決したのだった。
その後、道玄は協力してくれたことへのお礼という用件で呼び出される。しかし、本題はそれよりも、次回の取材対象となる「足を踏み入れたものは全員発狂して死んでしまう」曰くつきの廃村「タタリ村」についての話であり、懲りない工藤は次こそ一発当てようと、劇場版製作に向けて意気込むのだった。

## キャスト
- 工藤仁：大迫茂生
- 市川実穂：久保山智夏
- 田代正嗣：白石晃士
- 宇龍院道玄：宇賀神明宏
- 松井江見：中村でんじろう
- 山内春樹：田中佑和
- 中田佑佳：田中佑佳
- 吉田経人：吉田悠軌
- 真壁栞：栗原瞳
- お岩：西山真來
- 口裂け女：西山真來

## スタッフ
- 監督・脚本・撮影：白石晃士
- プロデューサー：三上真弘、田坂公章
- 助監督：中川究矢
- 音響監督：中川究矢
- 録音：根本飛鳥
- 特殊造形：相蘇敬介
- イラスト：相蘇敬介
- VFX：鹿角剛
- 編集：宮崎歩
- 予告編：宮崎歩
- スチール：伴貞良
- 制作主任：小谷不充穂
- 監督助手：谷口恒平
- 録音応援：乙幡優
- 特殊造形助手：堤瑠衣子 根岸弥生
- ヘアメイク応援：村木アケミ
- スチール応援：天津優貴
- 制作進行見習い：加藤誠
- 制作デスク：立石倫子
- 美術協力：小谷真奈美
- 制作：ビデオプランニング
- 製作：ニューセレクト
- 販売：アルバトロス
- 発売：プライムウェーブ

## 劇中曲
- 北村早樹子アルバム『おもかげ』より
  - 「あやかし」
  - 「子供部屋」